# Benediction
Benediction este o formație britanică de death metal din Birmingham, fondată în 1989.